# Chrysopogon bellus
Chrysopogon bellus là một loài ruồi trong họ Asilidae. Chrysopogon bellus được Clements miêu tả năm 1985. Loài này phân bố ở miền Australasia.